# Canons Park (metropolitana di Londra)
Canons Park è una stazione della linea Jubilee della metropolitana di Londra.

## Storia
Canons Park fu aperta il 10 dicembre 1932 dalla Metropolitan Railway (MR, oggi la linea Metropolitan) sull'estensione per Stanmore, con il nome di Canons Park (Edgware). Il suffisso fu eliminato dalla denominazione l'anno seguente.
Verso la metà degli anni trenta la linea Metropolitan soffriva di congestione, soprattutto nel tratto meridionale della linea, dove le diverse diramazioni condividevano il collo di bottiglia del tratto fra Baker Street e Finchley Road. Per combattere la congestione venne costruito un tunnel di profondità che collegava direttamente Finchley Road con le piattaforme della linea Bakerloo di Baker Street. Il 20 novembre 1939 tutta la diramazione verso Stanmore, inclusa Canons Park, passò dalla linea Metropolitan alla Bakerloo.
Il servizio della linea Bakerloo venne rilevato dalla linea Jubilee il 1º maggio 1979.
La TFL ha annunciato nel giugno 2007 che, considerando la riduzione della domanda di biglietti acquistati agli sportelli rispetto a quelli acquistati dalle macchinette automatiche, a partire dal marzo 2008 sarebbero stati chiusi all'incirca 40 degli sportelli meno utilizzati nelle stazioni della metropolitana. L'elenco delle stazioni interessate include Canons Park.

## Strutture e impianti
Fa parte della Travelcard Zone 5.

## Interscambi
Nelle vicinanze della stazione effettuano fermata alcune linee automobilistiche urbane, gestite da London Buses.
- Fermata autobus

## Galleria d'immagini

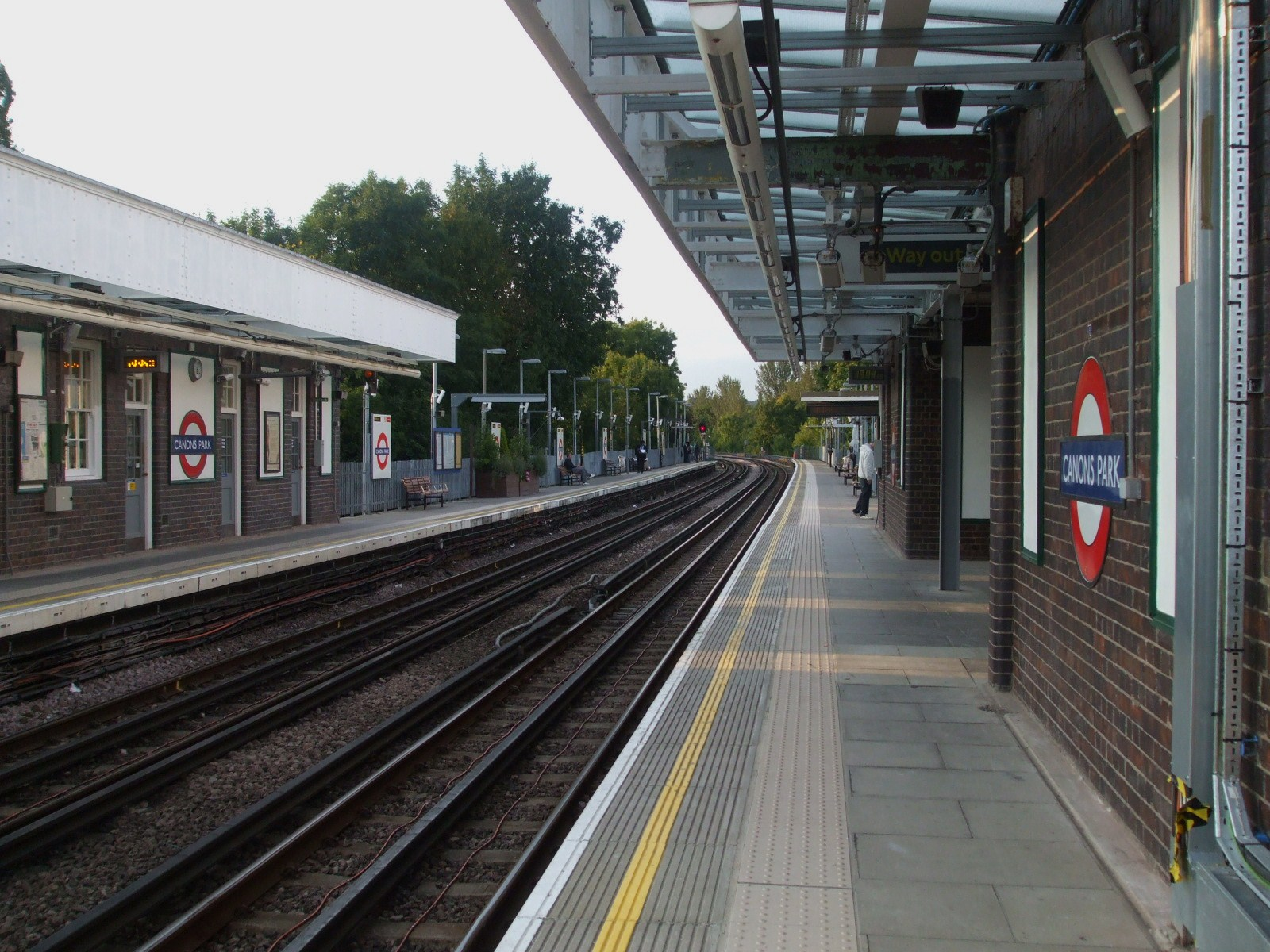
Piattaforma in direzione nord
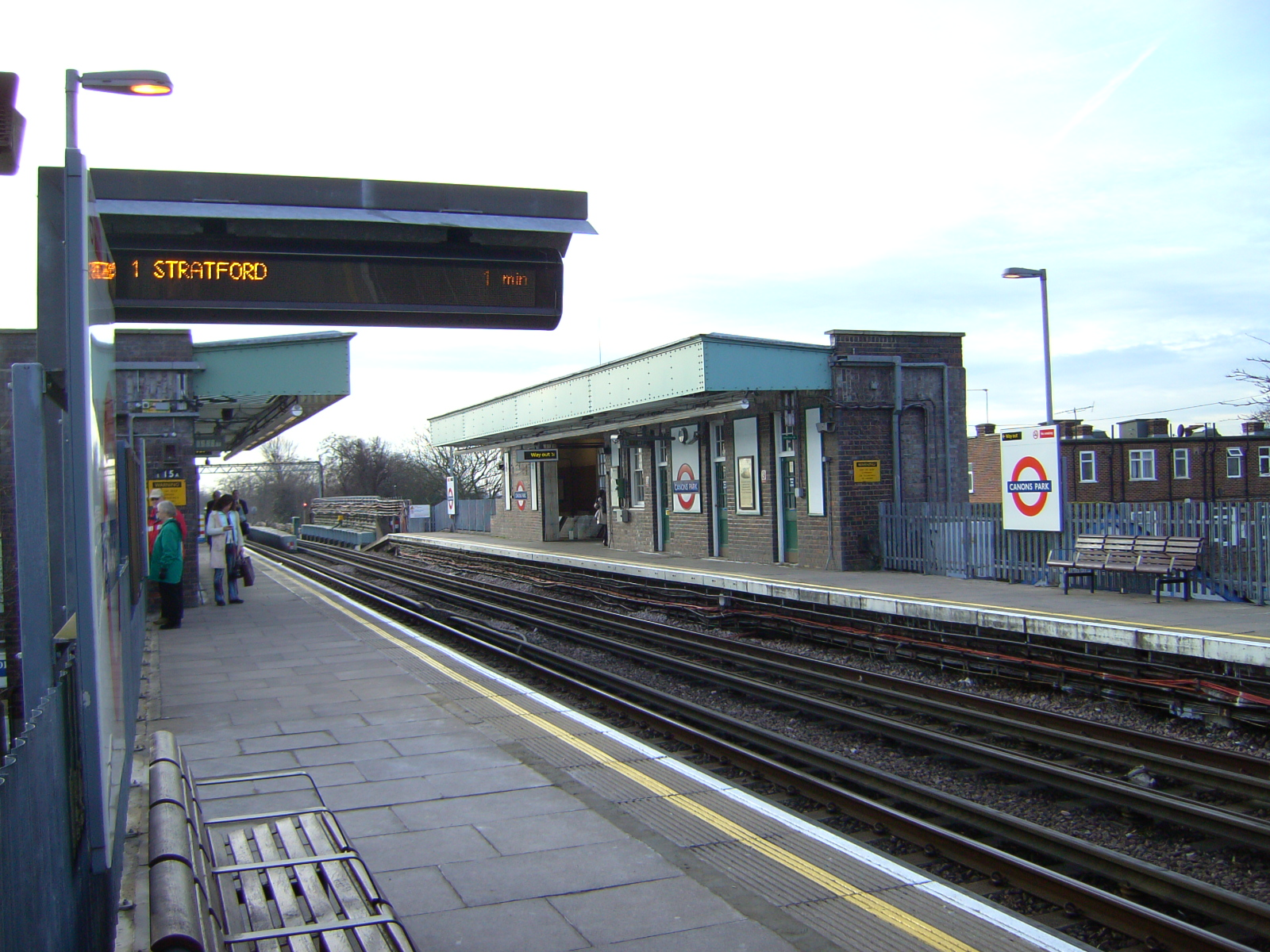
Piattaforma in direzione sud
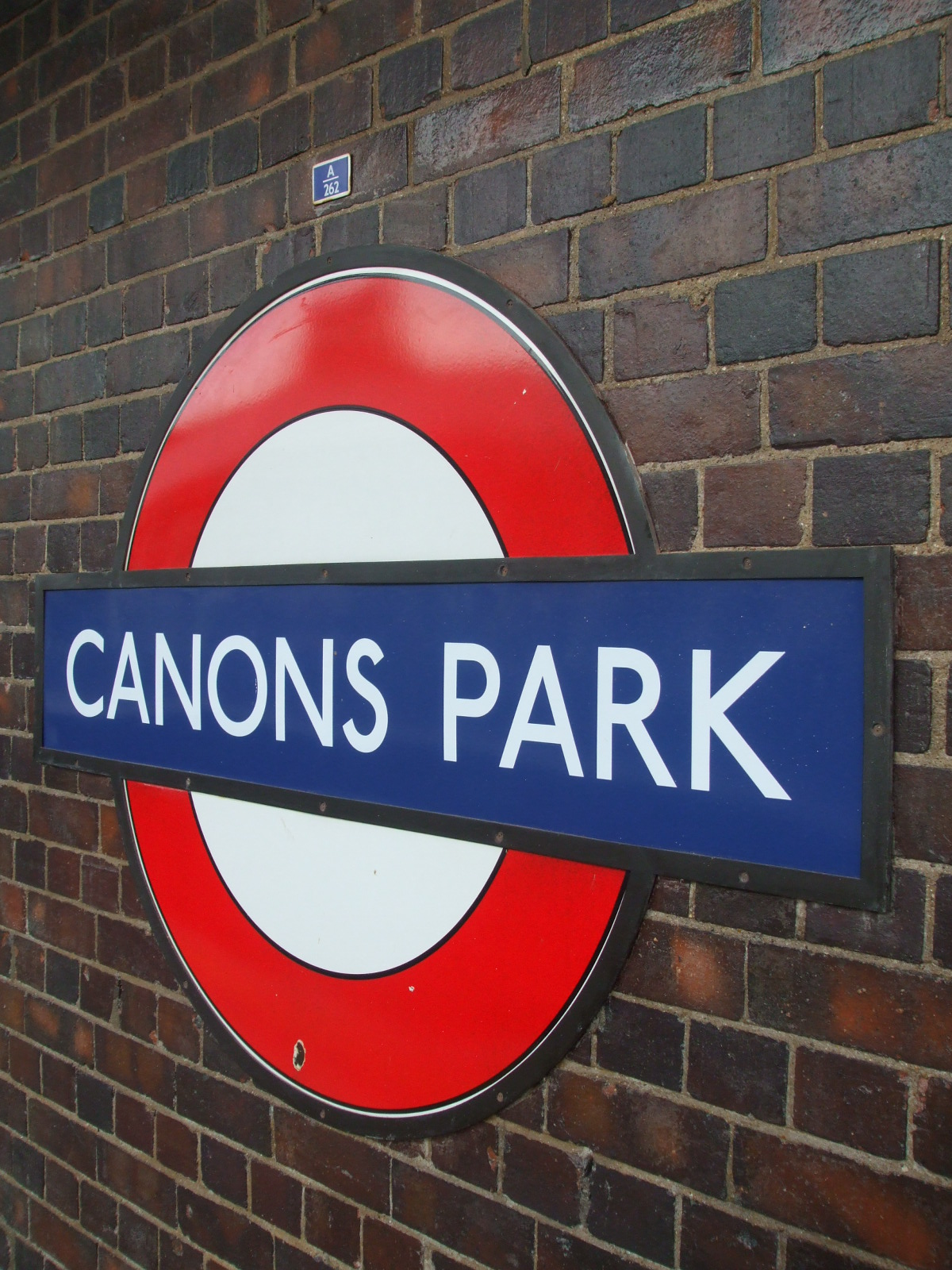
Roundel a Canons Park